# Sri Ganganagar (Distrikt)
Der Distrikt Sri Ganganagar (Hindi ज़िला श्रीगंगानगर) ist ein Distrikt im westindischen Bundesstaat Rajasthan.
Der Distrikt liegt an der Grenze zu Pakistan im Nordwesten von Rajasthan und liegt in der Wüste Thar.
Die Fläche beträgt 10.978 km².
Verwaltungssitz ist die Stadt Sri Ganganagar.

## Bevölkerung
Die Einwohnerzahl lag beim Zensus 2011 bei 1.969.168, 10 Jahre zuvor betrug sie noch 1.789.423.
Das Geschlechterverhältnis lag bei 887 Frauen auf 1000 Männer.
Die Alphabetisierungsrate betrug 69,64 % (78,50 % bei Männern, 59,70 % bei Frauen).
72,98 % der Bevölkerung waren Anhänger des Hinduismus, 24,11 % Sikhs sowie 2,57 % Muslime.

## Verwaltungsgliederung
Der Distrikt ist in 9 Tehsils gegliedert:
- Anupgarh
- Gharsana
- Karanpur
- Padampur
- Raisinghnagar
- Sadulshahar
- Sri Ganganagar
- Suratgarh
- Vijainagar

Städte mit dem Status einer Municipality sind:
- Anupgarh
- Gajsinghpur
- Karanpur
- Kesrisinghpur
- Padampur
- Raisinghnagar
- Sadulshahar
- Sri Ganganagar
- Suratgarh
- Vijainagar